# Dietersdorfer Graben

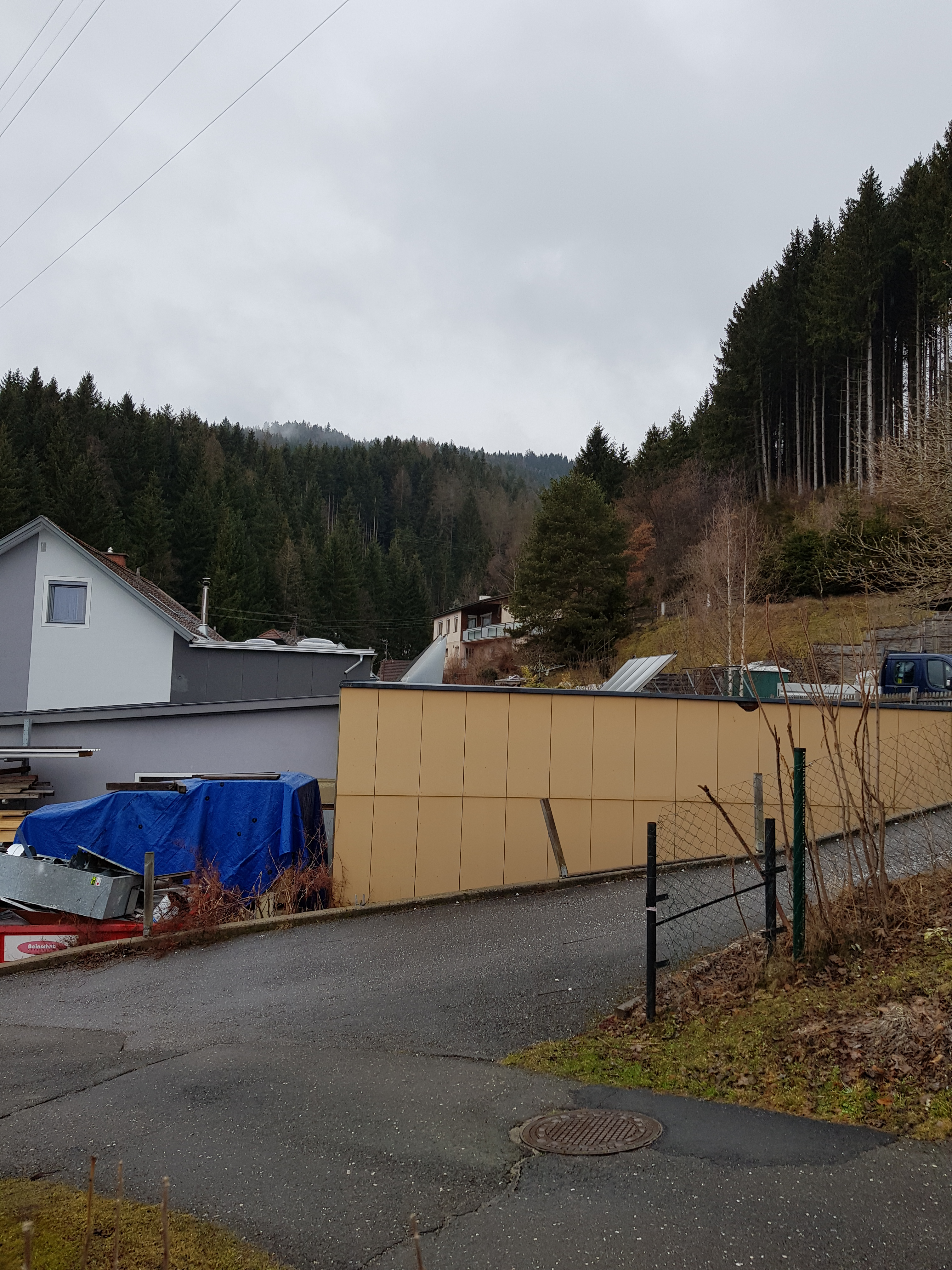
Blick auf den Dietersdorfer Graben von Süden

Der Dietersdorfer Graben ist ein Tal auf dem Gebiet der Katastralgemeinde Dietersdorf in der steirischen Gemeinde Fohnsdorf. Es liegt an der Nordgrenze des Aichfelds. Unmittelbar nördlich des Tals liegen die Gaaler Höhe auf 1539 m ü. A. und der Hölzlberg auf 1589 m ü. A. Westlich liegt der Kumpitzer Graben und östlich der Fohnsdorfer Graben. Der Dietersdorfer Bach passiert den Dietersdorfer Graben und mündet in Wasendorf in den Pölsbach. Weitere den Graben umgebende Erhebungen sind der Zwieselberg (1534 m), der Hölzelkogel (1451 m), der Fohnsdorfer Berg (1299 m), der Waldkogel, der Schlapfkogel und der Vormacherberg (1119 m).